# 米尼希赖特-莱姆巴赫
米尼希赖特-莱姆巴赫是奥地利下奥地利州梅尔克县的一个市镇。总面积38.82平方公里，总人口1729人，人口密度44.5人/平方公里（2005年）。